# Spotkajmy się we śnie
Spotkajmy się we śnie (ang. I’ll See You in My Dreams) – amerykański komediodramat z 2015 roku w reżyserii Bretta Haleya, wyprodukowany przez wytwórnię Bleecker Street.
Premiera filmu odbyła się 27 stycznia 2015 podczas Sundance Film Festival. Cztery miesiące później, 15 maja, obraz trafił do kin na terenie Stanów Zjednoczonych.

## Fabuła
Film opisuje historię wdowy oraz byłej piosenkarki Carol Petersen (Blythe Danner), która mieszka samotnie w Kalifornii ze swoją suczką Hazel. W jej życiu panuje rutyna, a od śmierci swojego męża nie była w poważnym związku. Nieoczekiwane wydarzenia sprawiają jednak, że Carol zaczyna patrzeć na świat zupełnie inaczej i przekonuje się, że na zmiany nigdy nie jest za późno. Kobieta nabiera wiary, że dzięki pomocy trzech przyjaciółek – Georginy (June Squibb), Sally i Rony znajdzie nową miłość.

## Obsada
- Blythe Danner jako Carol Petersen
- Martin Starr jako Lloyd
- Sam Elliott jako Bill
- Malin Åkerman jako Katherine Petersen
- June Squibb jako Georgina
- Rhea Perlman jako Sally
- Mary Kay Place jako Rona

## Odbiór

### Krytyka
Film Spotkajmy się we śnie spotkał się z pozytywną reakcją krytyków. W serwisie Rotten Tomatoes 93% z dziewięćdziesięciu jeden recenzji filmu jest pozytywne (średnia ocen wyniosła 7,3 na 10). Na portalu Metacritic średnia ocen z 27 recenzji wyniosła 75 punktów na 100.

### Nagrody i nominacje
| Rok  | Miejsce                               | Nagroda | Kategoria         | Odbiorcy i nominowani | Wynik     |
| ---- | ------------------------------------- | ------- | ----------------- | --------------------- | --------- |
| 2015 | 25. ceremonia wręczenia Nagród Gotham | Gotham  | Najlepsza aktorka | Blythe Danner         | nominacja |
| 2016 | 20. ceremonia wręczenia Satelitów     | Saturn  | Najlepsza aktorka | Blythe Danner         | nominacja |